# باهرة ظلامية
باهرة ظلامية (الاسم العلمي: Agave obscura) هو نوع من النباتات يتبع جنس الباهرة من الفصيلة الهليونية.